# 林旁施泰纳基兴
林旁施泰纳基兴是奥地利下奥地利州沙伊布斯县的一个市镇。总面积34.96平方公里，总人口2325人，人口密度66.5人/平方公里（2005年）。